# جزيرة ديزفينتوراديس
جزر ديزفينتوراديس (بالإسبانية: Islas Desventuradas) ومعنى الاسم حرفياً الجزر البائسة، هي مجموعة تتكون من أربعة جزر صغيرة تقع في المحيط الهادئ شمال غرب سانتياغو، وتبعد 850 كم عن سواحل تشيلي، وهي تدخل تحت سيادتها.
لا توجد أي مستوطنات بشرية على الجزيرة وذلك بسبب عزلتها وصعوبة الوصول إليها، وتتواجد كتيبة من القوات البحرية التشيلية على جزيرة سان فيليكس أحد الجزر في المجموعة، ولهذه الجزيرة أيضاً مطار سان فيليكس.